# Henry De Lamar Clayton Jr.
Henry De Lamar Clayton Jr. (Clayton, 10 de febrero de 1857 - Montgomery, 21 de diciembre de 1929) fue un político y juez estadounidense. Fungió como Representante de los Estados Unidos por el Estado de Alabama y como Juez Federal del Tribunal de Distrito de los Estados Unidos para el Distrito Medio y Norte de Alabama.

## Primeros años
Nació el 10 de febrero de 1857, cerca de Clayton, en elCondado de Barbour, Alabama. Asistió a las escuelas comunes, luego recibió una licenciatura Artium en 1877 de la Universidad de Alabama y una licenciatura en derecho en 1878 de la misma universidad. Fue admitido en la barra y entró en práctica privada en Clayton de 1878 a 1880. Continuó la práctica privada en Eufaula, Alabama desde 1880 hasta 1914. Trabajo en el registro de la cancillería del condado de Barbour desde 1880 hasta 1884. Fue miembro de la Cámara de Representantes de Alabama desde 1890 hasta 1891. Fue Fiscal de los Estados Unidos para el Distrito Medio de Alabama desde 1893 hasta 1896 y presidente permanente de la Convención Nacional Demócrata en 1908.

## Servicio en el Congreso
Clayton fue elegido por el Partido demócrata a la Cámara de Representantes de los Estados Unidos del 55° Congreso de los Estados Unidos y a los ocho congresos sucesivos. Sirvió en la cámara desde el 4 de marzo de 1897 hasta el 25 de mayo de 1914, cuando renunció y se mudó a Montgomery, Alabama para aceptar una judicatura federal. Fue presidente del Comité Judicial de la Cámara de los Estados Unidos para los Congresos 62 y 63 de los Estados Unidos. Fue patrocinador de la Ley Clayton Antimonopolio de 1914. Fue uno de los gerentes designados por la Cámara de Representantes en 1905 para llevar a cabo los procedimientos de acusación contra Charles Swayne, Juez del Tribunal de Distrito de los Estados Unidos para el Distrito Norte de Florida, y en 1912 contra Robert W. Archbald, Juez de los Estados Unidos. Tribunal de Comercio de los Estados. Fue designado para el Senado de los Estados Unidos para cubrir la vacante causada por la muerte del senador estadounidense Joseph F. Johnston, pero su nombramiento fue impugnado y retirado.

## Servicio judicial federal
Clayton fue nominado por el presidente Woodrow Wilson el 2 de mayo de 1914 para un puesto conjunto en el Tribunal de Distrito de los Estados Unidos para el Distrito Medio de Alabama y el Tribunal de Distrito de los Estados Unidos para el Distrito Norte de Alabama que dejó vacante el juez Thomas G. Jones. Fue confirmado por el Senado el 2 de mayo de 1914 y recibió su comisión el mismo día. Su servicio terminó el 21 de diciembre de 1929, debido a su fallecimiento en Montgomery. Fue enterrado en el cementerio de Fairview en Eufaula.

## Vida personal
El padre de Clayton, Henry DeLamar Clayton, era un general de división en el Ejército de los Estados Confederados. Su hermano, Bertram Tracy Clayton, era un representante de los Estados Unidos por el Estado de Nueva York.
Su casa de nacimiento en Clayton, Alabama llamada Casa de Henry D. Clayton, fue declarada Hito histórico nacional en 1976.